# Henri Hatzfeld
Henri Hatzfeld (ur. 1919 w Paryżu, zm. 8 stycznia 2018 w Nancy) – francuski socjolog pochodzenia żydowskiego, badacz zagadnień zabezpieczenia społecznego, pastor protestancki.

## Życiorys
Był synem hellenisty, Jeana Hatzfelda (1880 – 1947). Uzyskał tytuł licencjata filozofii na Uniwersytecie Paryskim w 1938, a w 1940 został zmobilizowany do francuskiej armii, z której wkrótce go wyrzucono ze względu na żydowskie pochodzenie. W 1938 nawrócił się na protestantyzm i został sekretarzem sekcji młodzieżowej Federacji Protestanckiej, ale musiał opuścić to stanowisko z powodu antysemickich uregulowań w państwie Vichy. 
W 1942 przeprowadził się do Szwajcarii i studiował teologię w Genewie. Od 1945 był pastorem w Baumes les Valences, a w 1950 został pastorem duszpasterstwa Uniwersytetu Protestanckiego w Strasburgu. Od 1956 uczestniczył w tworzeniu instytutów pracy. Miały one na celu przeszkolenie związkowców w zakresie prawa pracy i ochrony socjalnej w środowisku uniwersyteckim. Powodowało to konflikty z organami władzy. Prowadził Instytut Pracy w Strasburgu do 1963. Zgromadzone tam doświadczenia doprowadziły do tego, że zdystansował się od rewolucyjnej retoryki, którą wówczas wyrażali niektórzy lewicowi intelektualiści francuscy.
Doktoryzował się z socjologii w 1962 w Strasburgu pod kierunkiem Henri Lefebvre’a (tytuł pracy: Wielki przełom medycyny liberalnej). W 1966 został mianowany asystentem profesora socjologii na Uniwersytecie w Nancy. Przez pewien czas (do 1968) uczestniczył w działalności Institut du Travail de Nancy, na czele którego stał Georges Friedel.
W 1969 stworzył, a w 1971 opublikował swoją nowatorską tezę, że powstanie ubezpieczenia społecznego wynikało w znacznie mniejszym stopniu z walk klasy robotniczej niż z akcji prowadzonej od końca XIX wieku przez republikanów postępu, których pierwowzorem był Léon Bourgeois (książka Historia systemu zabezpieczenia społecznego we Francji (1850–1940), fr. Du paupérisme à la Sécurité sociale 1850–1940). Za twórców podwalin zabezpieczenia społecznego uważał więc republikanów, a nie robotników. Zdefiniował ubezpieczenie społeczne jako przejście od zabezpieczenia mienia do bezpieczeństwa prawa, do bezpieczeństwa statusu. Sprzeciwił się jednak pojęciu państwa opiekuńczego, ponieważ uważał, że państwo nie chce i nie może zrobić wszystkiego. Pomimo swojego nowatorskiego charakteru jego książka przez długi czas była traktowana z obojętnością, a popularność zdobyła dopiero wiele lat później (drugie wydanie w 1989, a trzecie w 2004). Obecnie pozycja ta jest jedną z podstawowych w zakresie historii systemu zabezpieczenia społecznego we Francji.
W latach 1973 – 1997 był członkiem Komisji Historycznej Ubezpieczeń Społecznych oraz Stowarzyszenia Badań nad Historią Zabezpieczenia Społecznego. Zajmował się również historią regionalną i był jednym z założycieli Regionalnego Stowarzyszenia Badań Historii Zabezpieczeń Społecznych w Nancy, pierwszego regionalnego Komitetu Historii Zabezpieczeń Społecznych. Stowarzyszenie to zorganizowało w 1978 w Nancy pierwsze kolokwium z historii zabezpieczenia społecznego. Interesowały go też ruchy społeczne i stosunki społeczne we Francji, Maroku i Hiszpanii, czemu poświęcał liczne publikacje. W 1989 przeszedł na emeryturę i został emerytowanym profesorem zabezpieczeń socjalnych i socjologii religii na Uniwersytecie Nancy II. W 1995 zostały mu poświęcone V Spotkania Socjologiczne w Besançon, zatytułowane Jak można być socjoantropologiem. Wokół Henri Hatzfelda. Zmarł i został pochowany w Nancy.